# Слива дрібноплода
Слива дрібноплода, мікровишня дрібноплода (Prunus microcarpa) — вид квіткових рослин із підродини мигдалевих (Amygdaloideae).

## Біоморфологічна характеристика
Це сильно розгалужений листопадний кущ, який зазвичай досягає 100–200 см заввишки.

## Поширення, екологія
Ареал: Туреччина, Ліван, Грузія, Ірак, Іран, Афганістан. Населяє сухі кам'янисті та галькові гірські схили серед чагарників.

## Використання
Рослина збирається з дикої природи для місцевого використання в якості їжі. Придатний для вирощування як декоративний. Плоди вживають сирими чи приготовленими; плоди кислі. З листя можна отримати зелений барвник. З плодів можна отримати барвник від темно-сірого до зеленого. Серцевина деревини темно-коричнева; заболонь біла. Деревина тверда і дрібнозерниста.